# Méry-sur-Marne
Méry-sur-Marne is een gemeente in het Franse departement Seine-et-Marne (regio Île-de-France) en telt 483 inwoners (1999). De plaats maakt deel uit van het arrondissement Meaux.

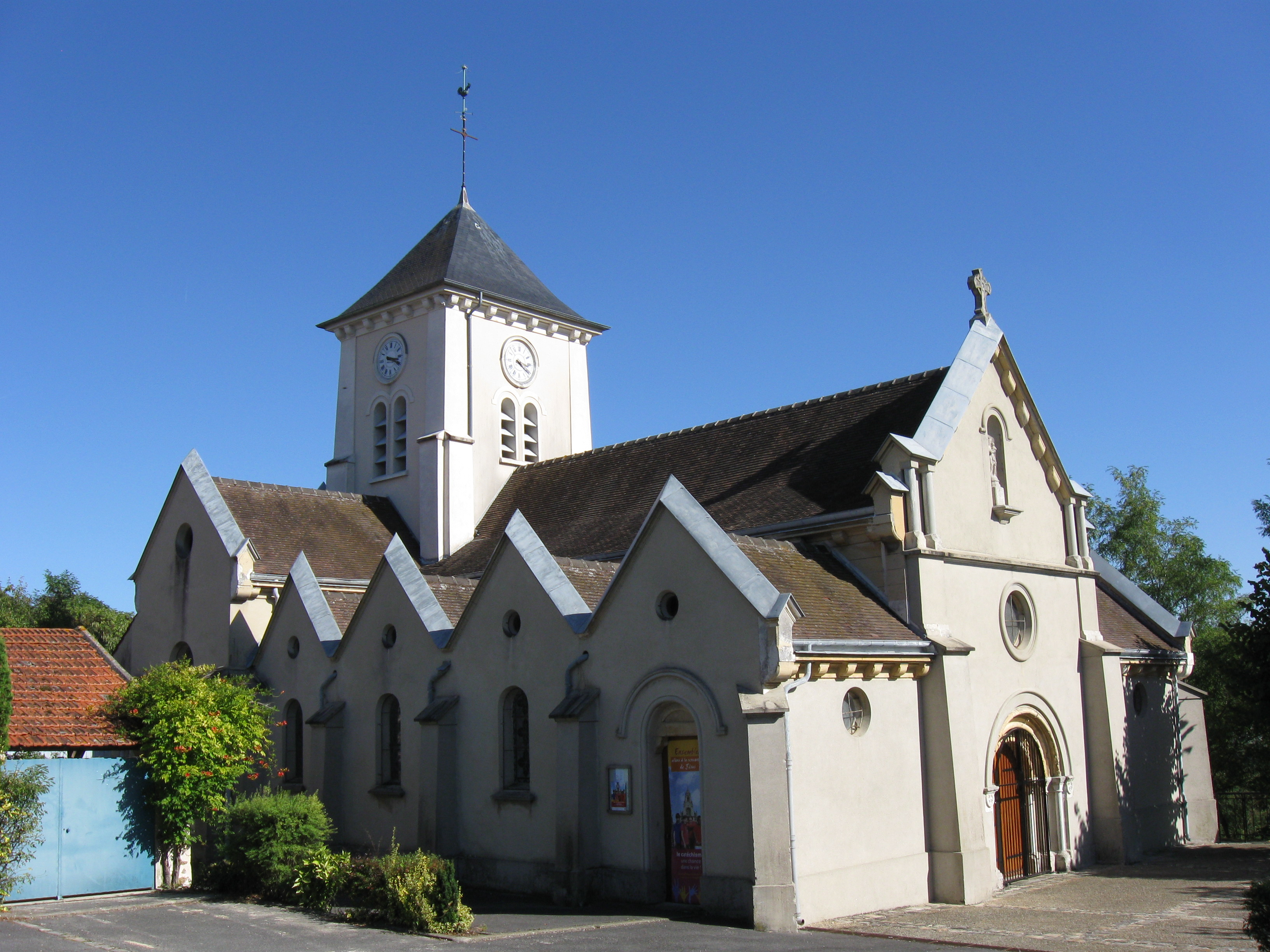
Kerk in Méry-sur-Marne
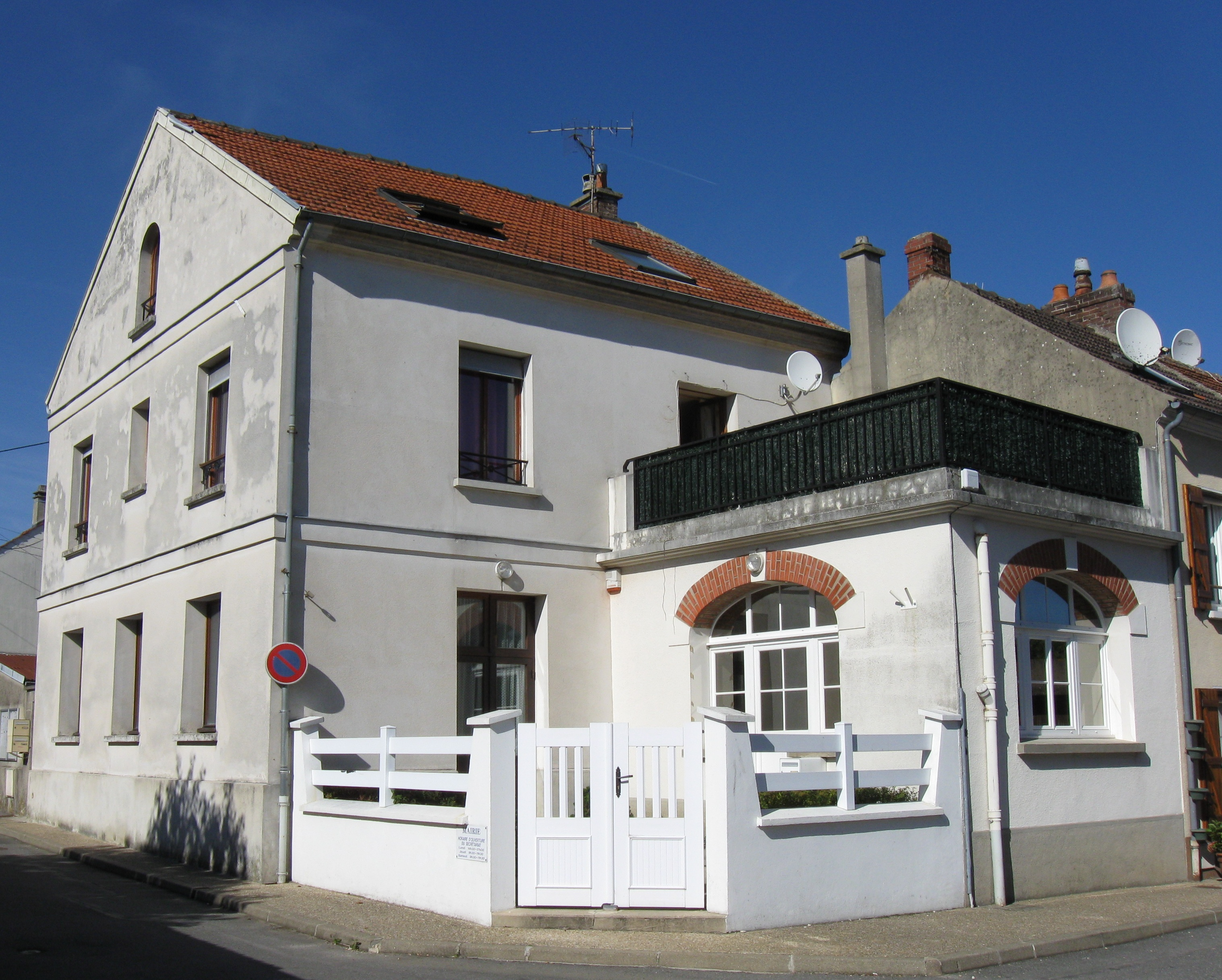
Gemeentehuis

## Geografie
De oppervlakte van Méry-sur-Marne bedraagt 5,8 km², de bevolkingsdichtheid is 83,3 inwoners per km².
De onderstaande kaart toont de ligging van Méry-sur-Marne met de belangrijkste infrastructuur en aangrenzende gemeenten.

## Demografie
Onderstaande figuur toont het verloop van het inwonertal (bron: INSEE-tellingen).